# Russell Blackford

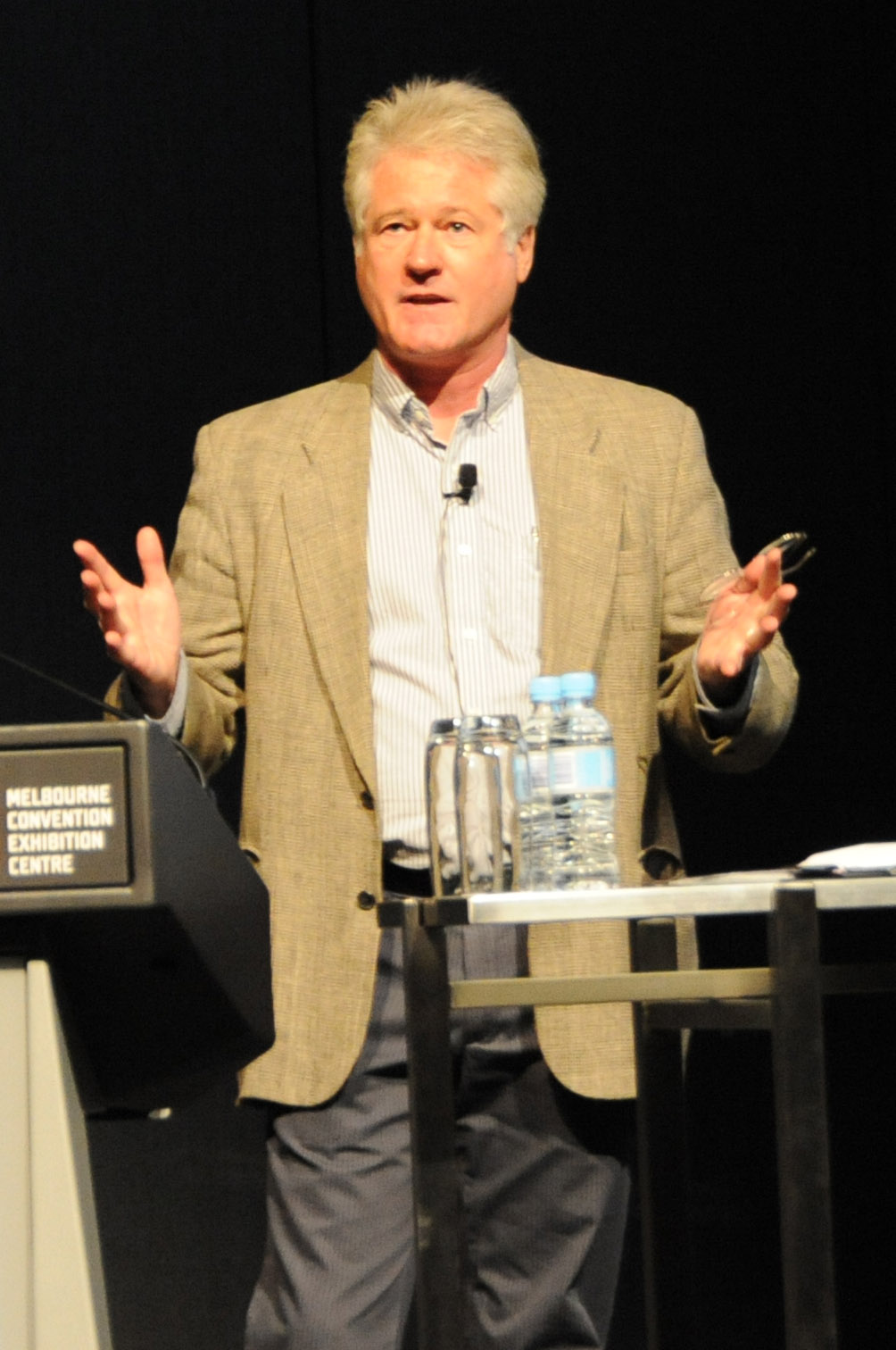
Russell Blackford (2010)

Russell Blackford (geb. 18. August 1954 in Sydney) ist ein australischer Schriftsteller, Philosoph und Literaturkritiker.

## Jugend und Ausbildung
Blackford wurde in Sydney geboren und wuchs in der Stadt Lake Macquarie City in der Nähe von Newcastle (New South Wales), auf. Nach seinem erstklassigen Abschluss in Kunst und Recht an der University of Newcastle bzw. der Universität Melbourne erlangte er den Ph.D. in englischer Literatur, ebenfalls in Newcastle, über die Rückkehr zum Mythos in der modernen fiktionalen Erzählung (wie sie von Northrop Frye postuliert wurde). Er absolvierte einen Master of Bioethik an der Monash University und erhielt einen zweiten Doktortitel in Philosophie (ebenfalls von Monash) für eine Arbeit mit dem Titel „The philosophy of human enhancement“. Sein Doktorvater war Justin Oakley.

## Karriere
Als Romanautor ist Blackford auf Science-Fiction, Fantasy und Horror spezialisiert. Zu seinem Arbeiten gehören vier von iBooks veröffentlichte Romane, von denen drei eine originelle Trilogie („The New John Connor Chronicles“) bilden, die in der Welt der Terminator-Filme spielt. In seinen Sachbüchern befasst er sich häufig mit Themen aus Wissenschaft und Gesellschaft, insbesondere mit philosophischer Bioethik, Cyberkultur, Transhumanismus sowie der Geschichte und dem aktuellen Stand des Science-Fiction-Genres. Seine Arbeiten sind in zahlreichen Magazinen, Zeitschriften und Nachschlagewerken erschienen, vor allem aber im Magazin Quadrant, einer monatlich erscheinenden Zeitschrift für Literatur und Politik. Sie stützt sich auf seine akademischen Qualifikationen in verschiedenen Bereichen.
Seit 2008 ist er außerdem Fellow des „Institute for Ethics and Emerging Technologies“. Er war Redner auf der „Global Atheist Convention 2010“ und hat einen Beitrag zu „The Australian Book of Atheism“ geleistet.

## Bibliografie

### Romane
- The Tempting of the Witch King, Melbourne, Cory & Collins, 1983. ISBN 978-0-909117-18-4
- The New John Connor Chronicles:
  - Dark Futures: Book One of Terminator 2: The New John Connor Chronicles, iBooks, August 2002, 336 Seiten. ISBN 978-0-7434-4511-5
  - An Evil Hour: Book Two of Terminator 2: The New John Connor Chronicles, iBooks, Mai 2003, 368 Seiten. ISBN 978-0-7434-5863-4
  - Times of Trouble: Book Three of Terminator 2: The New John Connor Chronicles, iBooks, September 2003, 384 Seiten. ISBN 978-0-7434-7483-2
- Kong Reborn, ibooks, Inc. November 2005, 320 Seiten. ISBN 978-1-59687-133-5

### Sachbücher
- Hyperdreams: Damien Broderick's Space/Time Fiction, 1998, Nimrod Publications, New Lambton, N.S.W., 1998. OCLC 44838585 Ursprünglich veröffentlicht 1998 als Heft 8 in der Reihe Babel Handbooks on Fantasy and Science Fiction Writers. Rezension der Schriften des SF-Autors Damien Broderick.
- Mit Van Ikin und Sean McMullen: Strange Constellations: A History of Australian Science Fiction, Greenwood Press, Contributions to the Study of Science Fiction and Fantasy, 30. Mai 1999, 264 Seiten. ISBN 978-0-313-25112-2
- Mit Udo Schuklenk: 50 Great Myths About Atheism, Wiley-Blackwell, 2013. ISBN 978-0-470-67405-5
- Humanity Enhanced: Genetic Choice and the Challenge for Liberal Democracies, MIT Press, 2014. ISBN 978-0-262-02661-1
- The Mystery of Moral Authority, Palgrave Pivot, 2016. ISBN 978-1-137-56269-2
- Science Fiction and the Moral Imagination: Visions, Minds, Ethics, Springer, 2017. ISBN 978-3-319-61683-4
- The Tyranny of Opinion: Conformity and the Future of Liberalism, Bloomsbury, 2018. ISBN 978-1-350-05600-8
- How We Became Post-Liberal: The Rise and Fall of Toleration, Bloomsbury, 2023. ISBN 978-1-350-32294-3

### Herausgeber
- Mit David King: Urban Fantasies, Anthologie mit 13 Geschichten, Ebony, 1985. ISBN 978-0-9590655-1-0
- Mit Jenny Blackford, Lucy Sussex und Norman Talbot: Contrary Modes, proceedings of the academic track of „43rd World Science Fiction Convention“ (Aussiecon 2), 1985. ISBN 978-0-9590655-2-7
- Mit Udo Schuklenk: 50 Voices of Disbelief: Why We Are Atheists, 2009. ISBN 978-1-4051-9045-9
- Mit Damien Broderick: Intelligence Unbound: The Future of Uploaded and Machine Minds, 2014. ISBN 978-1-118-73628-9
- Mit Damien Broderick: Philosophy's Future: The Problem of Philosophical Progress, 2017. ISBN 978-1-119-21009-2

### Akademische Artikel
- Judicial Power, Political Liberty and the Post-Industrial State. Australian Law Journal 71 (1997), S. 267–293.
- Thinking about Cloning: A Reply to Judith Thomson. Journal of Law and Medicine 9 (2001), S. 238–250.
- Stranger Than You Think: Arthur C. Clarke's Profiles of the Future. Prefiguring Cyberculture: An Intellectual History. Editors: Darren Tofts, Annemarie Jonson und Alessio Cavellaro. Sydney: Power Publications, 2002; co-published Boston: MIT Press, 2003, S. 252–263.
- Try the Blue Pill: What's Wrong with Life in a Simulation? Jacking In to the Matrix Franchise: Cultural Reception and Interpretation. Editor: Matthew Kapell und William Doty. New York: Continuum, 2004: S. 169–182. ISBN 978-0-8264-1587-5
- Russell Blackford: Should We Fear Death? Epicurean and Modern Arguments. LibrosEnRed, Buenos Aires 2016, S. 8 (englisch, academia.edu [abgerufen am 20. Juli 2025]).
- Human Cloning and 'Posthuman' Society, Monash Bioethics Review 24 (2005): Seiten 10–26.
- Stem cell research on other worlds, or why embryos do not have a right to life, Journal of Medical Ethics 32 (2006): Seiten 177–180.

### Kurzgeschichten
- Russell Blackford: The Load on Her Mind. Band 27. Westerly, 4. Dezember 1982, ISSN 0043-342X, S. 39–40 (englisch, edu.au [abgerufen am 16. Juli 2025]).
- Crystal Soldier (1983) in Dreamworks: Strange New Stories (ed. David King). ISBN 978-0-909106-11-9
- Glass Reptile Breakout (1985) in Strange attractors: Original Australian speculative fiction (ed. Hale and Iremonger). ISBN 978-0-86806-208-2
- Russell Blackford, Paul Collins (ed.): The Sword of God. In: Dream Weavers. 1996, S. 212–239 (englisch, edu.au [abgerufen am 16. Juli 2025]).
- Russell Blackford: Lucent Carbon. In: Eidolon: The Journal of Australian Science Fiction and Fantasy. Nr. 25-26, 1997, S. 6–27 (englisch, edu.au [abgerufen am 16. Juli 2025]).
- The Soldier in the Machine (1998) in Dreaming Down-Under (ed. Jack Dann und Janeen Webb).
- Byzantium vs Republic of Australia (1998) in Aurealis Nr. 20/21.
- The King with Three Daughters (2000) in Black Heart, Ivory Bones (ed. Ellen Datlow und Terri Windling). ISBN 978-0-380-78623-7
- Two Thousand Years (2000) in Eidolon Nr. 29/30.
- Smoke City (2003) in Gathering the Bones (ed. John Ramsey Campbell, Jack Dann und  Dennis Etchison). ISBN 978-0-7322-8068-0
- The Name of the Beast Was Number (2004) in Microcosms (ed. Gregory Benford) ISBN 978-0-7564-0171-9
- Idol (2004) in Oceans of the Mind XII - reprinted (2014) in Morgan Bell Novascapes Band 1 (ed. C.E. Page).
- Manannan's Children (2008) in Dreaming Again: Thirty-five New Stories Celebrating the Wild Side of Australian Fiction (ed. Jack Dann).